# Anaea luciana
Anaea luciana är en fjärilsart som beskrevs av Hall 1929. Anaea luciana ingår i släktet Anaea och familjen praktfjärilar. Inga underarter finns listade i Catalogue of Life.